# 吳時謙
吴时谦，字益臣，山西沁县人，清朝政治人物、進士出身。吴琠之子。
康熙三十三年，登进士，后因父年老不仕，父薨，更淡于仕进。其為人樂善好施。